# Creață de Banat

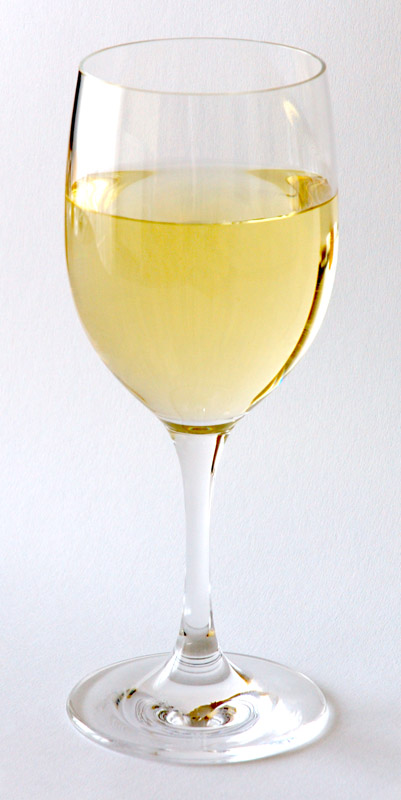
Creața de Banat

Creața este un soi de struguri cu origine incertă, care se cultivă de mult timp în zona Banatului, la Teremia.

## Descriere
Creața, numită și Riesling de Banat - produce struguri uni sau birpați, de mărime mică-mijlocie, de formă cilindro-conică, boabe așezate dens pe ciorchine, culoarea pielitei verde-gălbuie, și uneori galben-aurie, miezul foarte suculent. Vinul care se obține, nu necesită învechire și este bun în primul an, cel mult în al doilea. Se apropie uneori de calitatea vinurilor superioare. Este un vin răcoritor. Este cultivat tot mai puțin, riscând chiar să dispară în totalitate în timpul regimului comunist. Arii restrânse cultivate cu creață se mai găsesc în podgorii precum cele de la Recaș. Strugurii sunt mari, crocanți iar vinul obținut e sec spre demisec, cu un buchet agreabil, îmbietor.